# Hradní kaple (Šternberk)

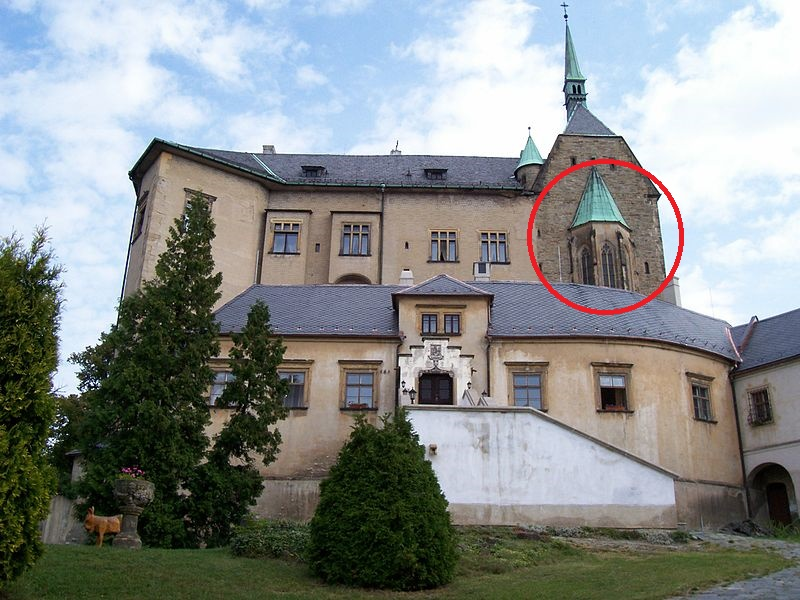
Kaple jako součást hradu a její situace z jižní strany

Hradní kaple Šternberk je jedna z českých raně gotických památek a jako součást hradu Šternberk se nalézá na výběžku Nízkého Jeseníku nad městem Šternberkem v Olomouckém kraji. Hrad je národní kulturní památkou přístupnou veřejnosti a spravován je Národním památkovým ústavem – územním odborným pracovištěm v Olomouci.

## Lokace a popis

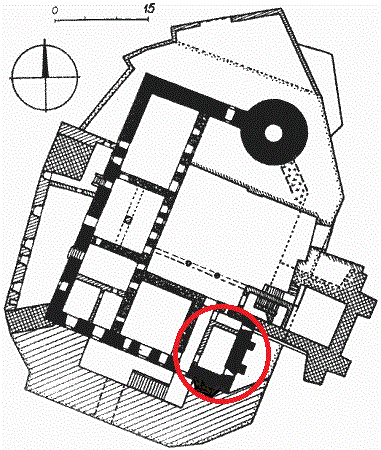
Půdorys hradu a situace kaple v rámci půdorysného řešení kaple

Hradní kaple je součástí hradu Šternberk, nacházejícím se ve stejnojmenném městě Šternberk. První zmínka o něm pochází z přelomu poloviny 13. století, ve kterém byl založen Zdeslavem ze Šternberka. Dodnes však není zcela jasné, jak to se zakladatelem Šternberka doopravdy bylo. Nynější umístění kaple neodpovídá původním plánům, kvůli různým dobovým přestavbám a během staletí přistavovaným novým částem hradu. Samotný vzhled kaple byl zrekonstruován dle prvotních návrhů, takže její dnešní podobu lze ztotožnit s jejím vzhledem v první polovině 13. století. Navíc však v kapli najdeme gotizující znaky, které se na vhledu a v konstrukci kaple promítly pro rekonstrukci dokončené roku 1376 za období Alberta II. ze Šternberka z druhé poloviny 14. století.

### Kaple jako součást hradu
Původně měl hrad jednoduchý obdélný tvar, vstupní brána byla orientována ve východním koutě nádvoří a chráněna byla bergfritem. Palác stál v jihozápadní části nádvoří a byl kratší než dnešní celé křídlo. Kolem severní části jádra hradu obíhal parkán a teprve při romantických úpravách byly objeveny zbytky kružby raně gotické kaple, tedy té původní, jež zde byla prvotně vystavěna. Dnes lze kapli vidět z jižní strany hradu, na jejím jižním průčelí vystupuje presbytář kaple jako polovina hexagonálního arkýře, v jehož jednotlivých stěnách nalezneme umístěna gotická okna. Na oknech se nachází typické znaky gotiky, nechybí lomený oblouk a typologicky lze určit, že okna pochází z rané gotiky. Okna jsou dělená na dvě části, s rozetou v horní (v tzv. nosu kružby) a s motivem čtyřlistu.

## Vznik a historie
Původní kaple byla raně gotická stavba založená v první polovině 13. století a zároveň se vzápětí stala součástí hradu Šternberk, jehož výstavba byla dovršena koncem roku 1269 krátce předtím založeným již zmíněným Zdeslavem. Z rané gotiky pochází křížová klenba nad presbytářem a také jsou z tohoto období jednoznačně zachována obloukovitě lomená okna. Za období arcibiskupství Albrechta II. ze Šternberka prošla kaple úpravou v duchu vrcholné gotiky (zbylou část křídla, v němž se kaple nalézá, však Albertovi jednoznačně připsat nelze). Prvky přidané v tomto období silně podtrhly gotický vzhled kaple, například svorníky klenby či zvětšením oken, ale i výzdobou interiéru kaple, především nástěnnými malbami mistrů z okruhu dvora Karla IV. V jednu z prvních bohoslužeb po přestavbě kaple ukončené roku 1376 sloužili augustiniáni, jejichž klášter stojí blízko hradu. Další vývoj kaple není zcela patrný, kaple procházela dobovými úpravami a její gotická podoba byla odhalena během romantických úprav za knížete Jana II. dle projektu vídeňského architekta Karla G. Kaysera na sklonku 19. století.

## Interiér
Typický znak gotického umění, tedy lomený oblouk byl použit například u oken kaple. Klenební pole jsou nesena žebry, a aby stavba byla co nejvyšší, je zvenčí podepřena odstupňovanými opěrnými pilíři, jenž umožňuje ztenčení zdiva mezi pilíři a také přispívá k zvětšení oken. Ve svornících klenby jsou umístěny erby - šternberská hvězda, kříž Alberta II., berkovské ostrve a žerotínský lev. Na příporách oddělujících polygonální závěr je vložen baldachýn a podstavec na sochy úrovni podokenní římsy, která obíhá celé presbyterium. Na jižní a severní straně je umístěna tribuna, na zábradlí zdobena slepými kružbami. Pod jižní tribunou se nachází obdélný portál vedoucí do sakristie a na severní straně je pod tribunou prostor, který je spojen s okenním otvorem ústícím ven pro osvětlení. Přes jižní tribunu je umožněn soukromý přístup pro majitele hradu a to chodbou přímo do ložnice. Zábradlí tribun je zdobeno slepými kružbami. Celé presbyterium je odděleno profilovaným vítězným obloukem.

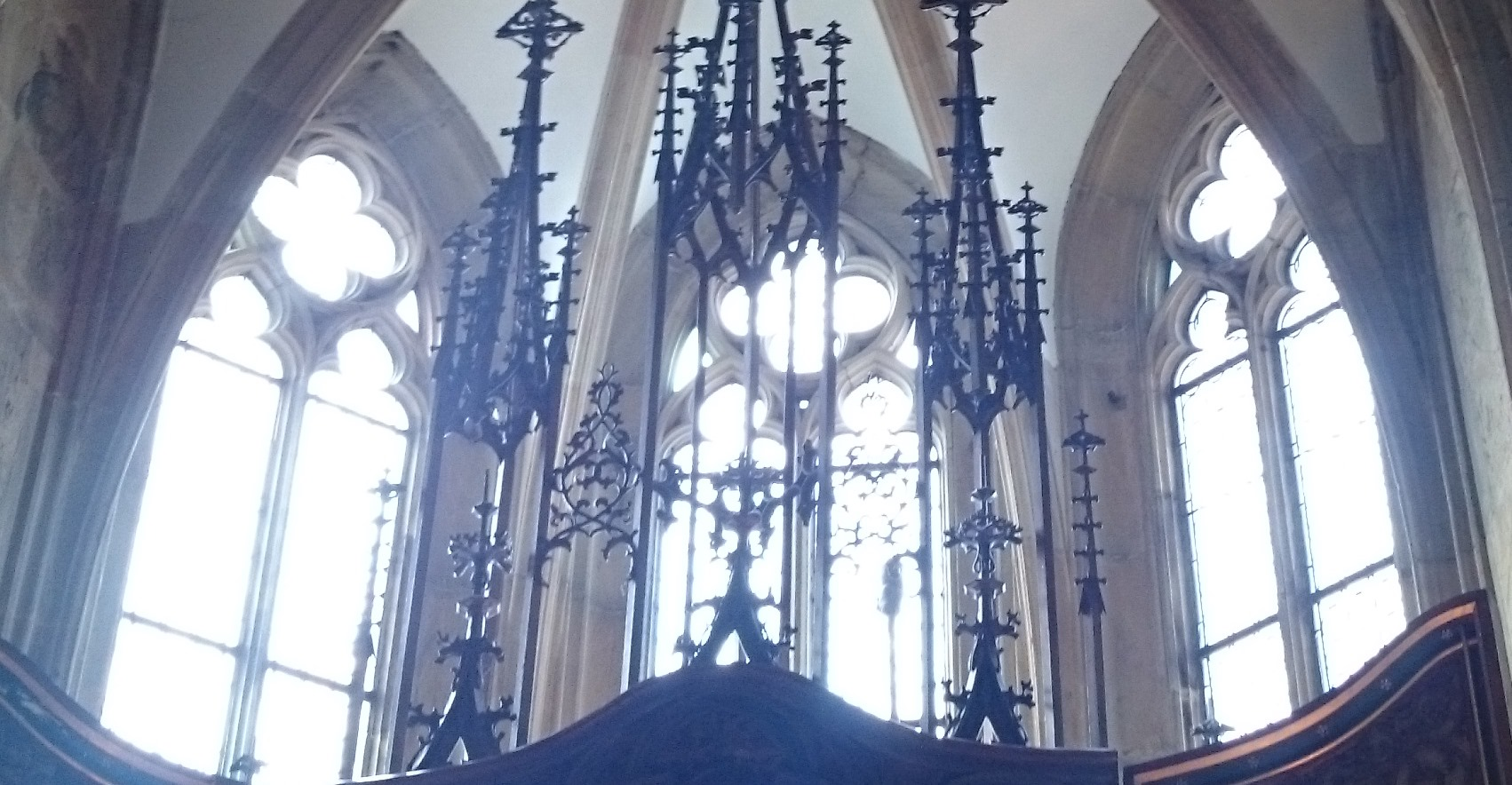
Gotická okna kaple
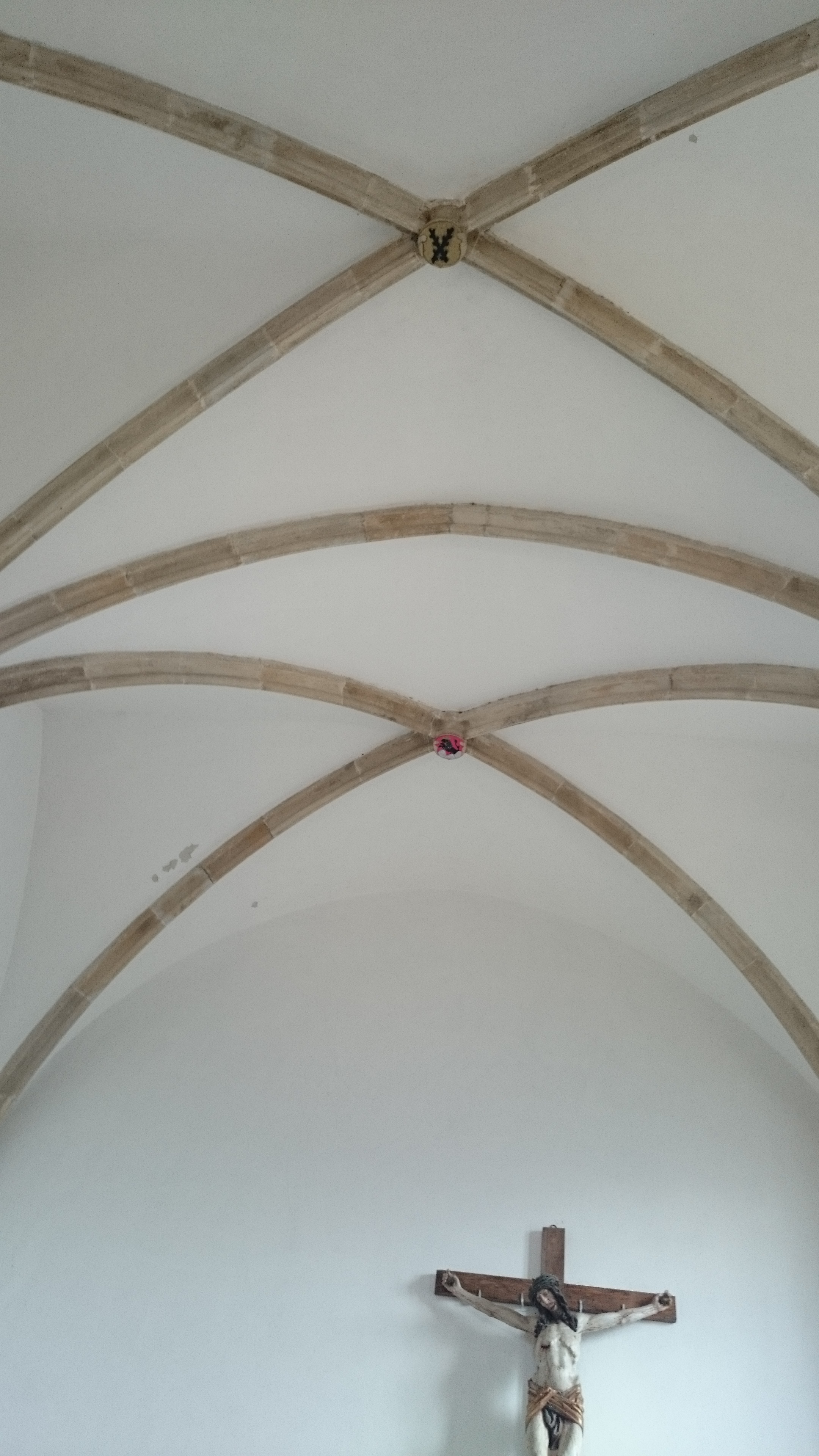
Klenba s erby
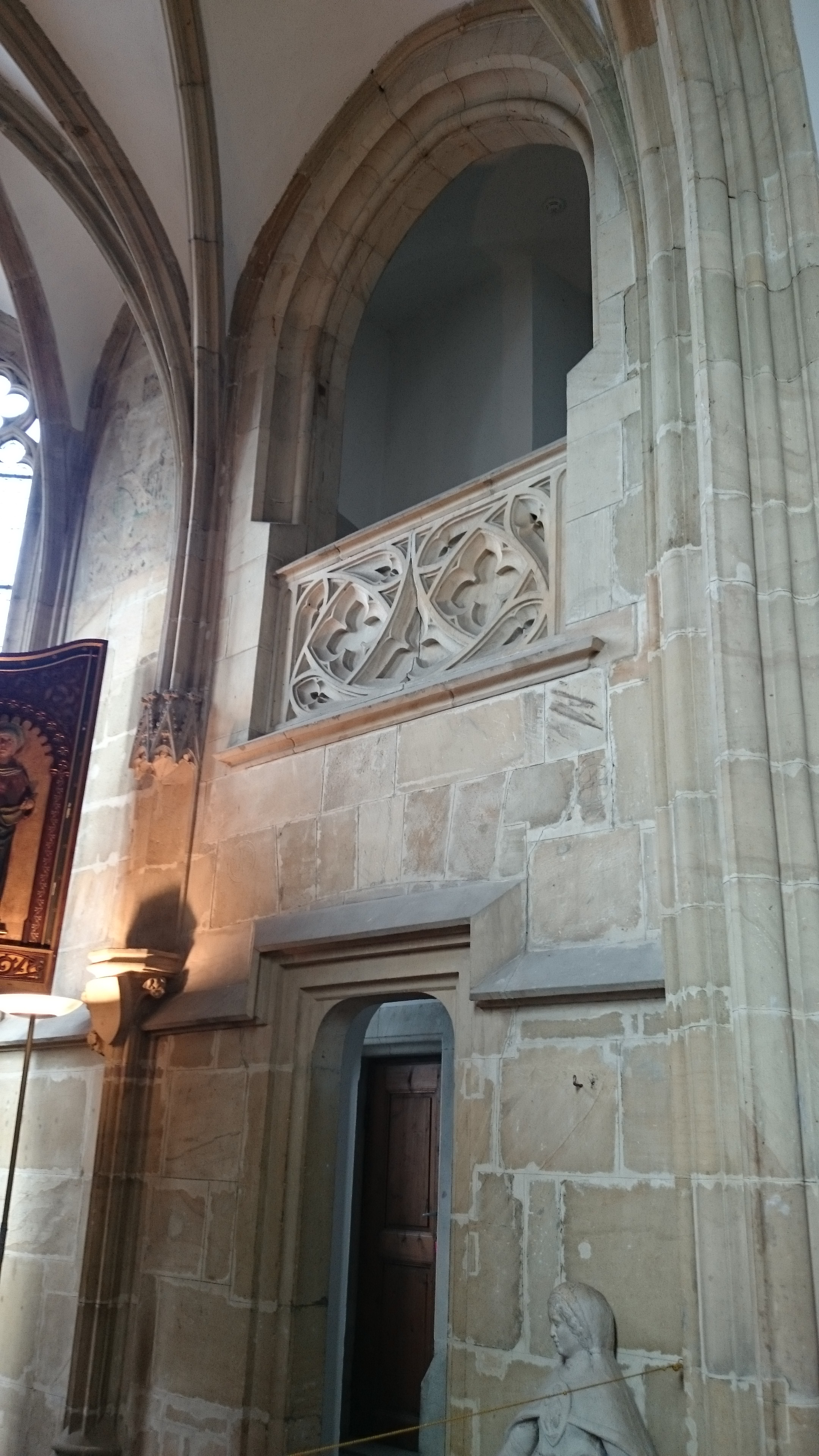
Jižní tribuna se vchodem do sakristie, vpravo přípory
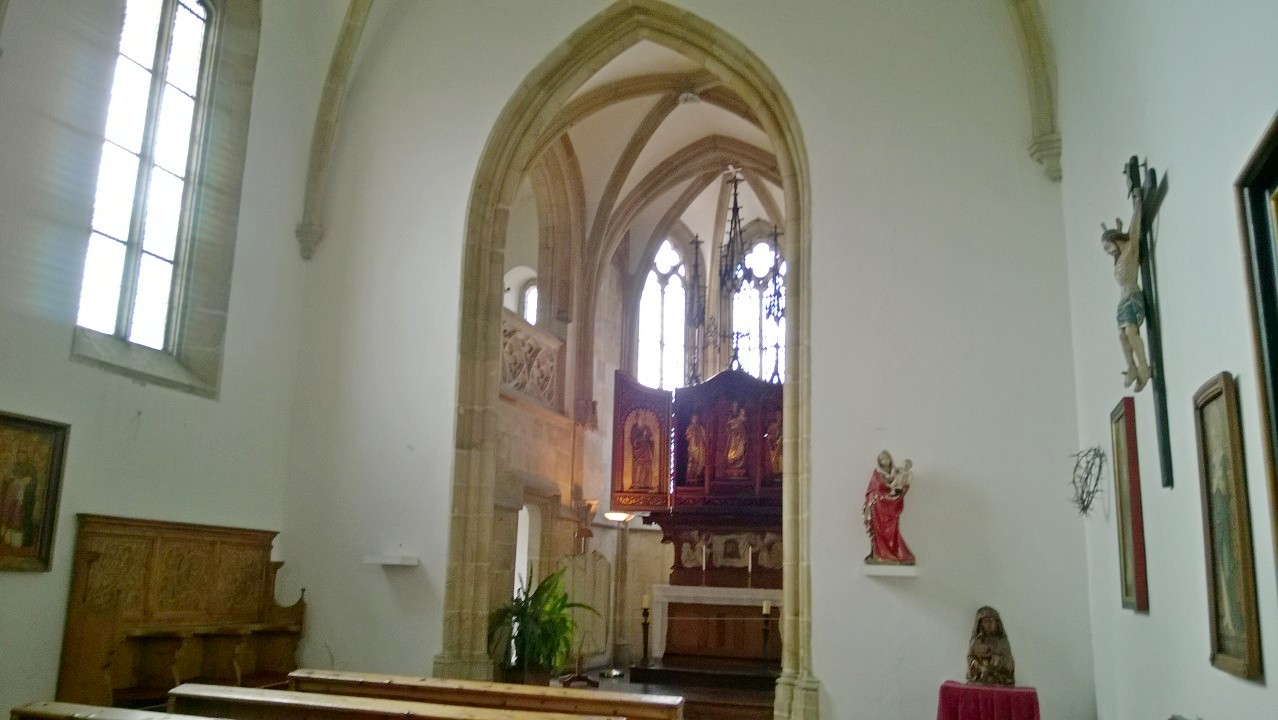
Vítězný oblouk oddělující presbyterium

### Malby
Po stranách oltáře jsou dochovány zbytky původní malby mistrů z okruhu císařského dvora Karla IV. se scénami Zvěstování Panně Marii a Klanění tří králů, na němž je zachycena pravděpodobná podobizna císaře Karla IV. Restaurování maleb proběhlo v roce 1973.

### Vybavení

#### Šternberská Madona

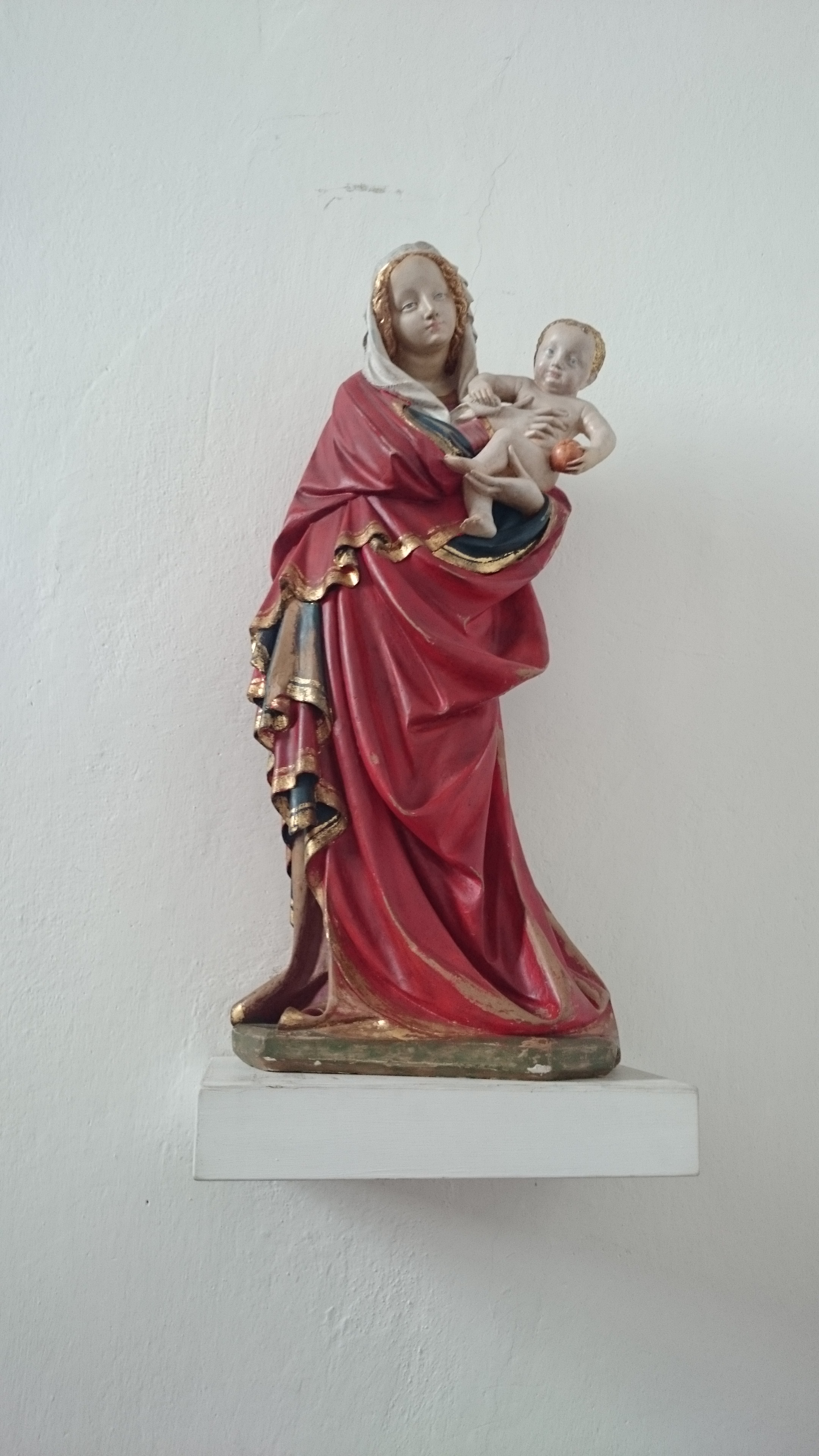
Kopie Šternberské madony

Gotika vyvrcholila v Čechách a na Moravě kolem roku 1400 tzv. „krásným slohem“ a jednou z jeho nejvzácnějších památek je Šternberská madona, jejíž originál byl vytvořen v 90. letech 14. století z opuky a je zdobený polychromií. Její původní umístění je možno situovat právě do této sakrální prostory, popřípadě do blízkého kostela augustiniánů. Pochází z dílny následovníka tzv. Mistra Toruňské madony. Díky signatuře na zádech sochy se uvažuje i o Jindřichu Parléři, synovci slavného Petra Parléře. V kapli se ale nachází pouze kopie sochy, originál je dlouhodobě vystaven v expozici Arcidiecézního muza v Olomouci. Socha Madony, která je ve vlastnictví církve se často stává středobodem nejrůznějších výstav.

#### Oltář, reliéf a deskové malby
Kaple byla obohacena novogotickým oltářem s původními gotickými deskovými malbami a sochami, jež byly z velké části součástí tzv. lichtenštejnské sbírky. Napravo od oltáře nalezneme kamenný reliéf Panny Marie Ochranitelky z 16. století. Stěny zdobí deskové obrazy a další drobné plastiky ze dřeva. Dva obrazy biskupů provedených technikou tempery na dřevě jsou od českého mistra z 15. století. Obraz Panny Marie, jejíž postava je vyobrazena na ornamentálním pozadí jako olej na dřevě je od Hermanna Rode z Lübecku. Pod obrazem Panny Marie je umístěna vyřezávaná zlacená deska, jež je pozdně gotickou řezbářskou prací. Technikou olej na dřevě je také zpracován obraz sv. Benedikta pocházející z rukou středoevropského malíře z 1. pol. 16. století.
Na východní stěně jsou deskové obrazy moravské provenience, vytvořené pomocí techniky malby temperou na dřevě, pocházející z doby kolem roku 1500. Tyto deskové malby představují sv. Ondřeje, sv. Markétu, sv. Kateřinu a sv. Floriána a každý z nich je znázorněn se svým charakteristickým předmětem, tzv. atributem. Na severní stěně kaple jsou vystaveny části deskového oltáře, které vznikly kolem roku 1370 na objednávku Alberta II. ze Šternberka (viz samostatný odstavec). Nad těmito obrazy je umístěn korpus Krista na kříži, což je plastika z lipového dřeva od neznámého olomouckého autora z konce 15. století. Dalšími prvky interiéru jsou dřevěné lavice, které jsou památkou z renesančního období a jsou zdobené úponkovou řezbou. Vedle dveří visí kropenka, tepaná z mědi na železném držadle ze 17. století.

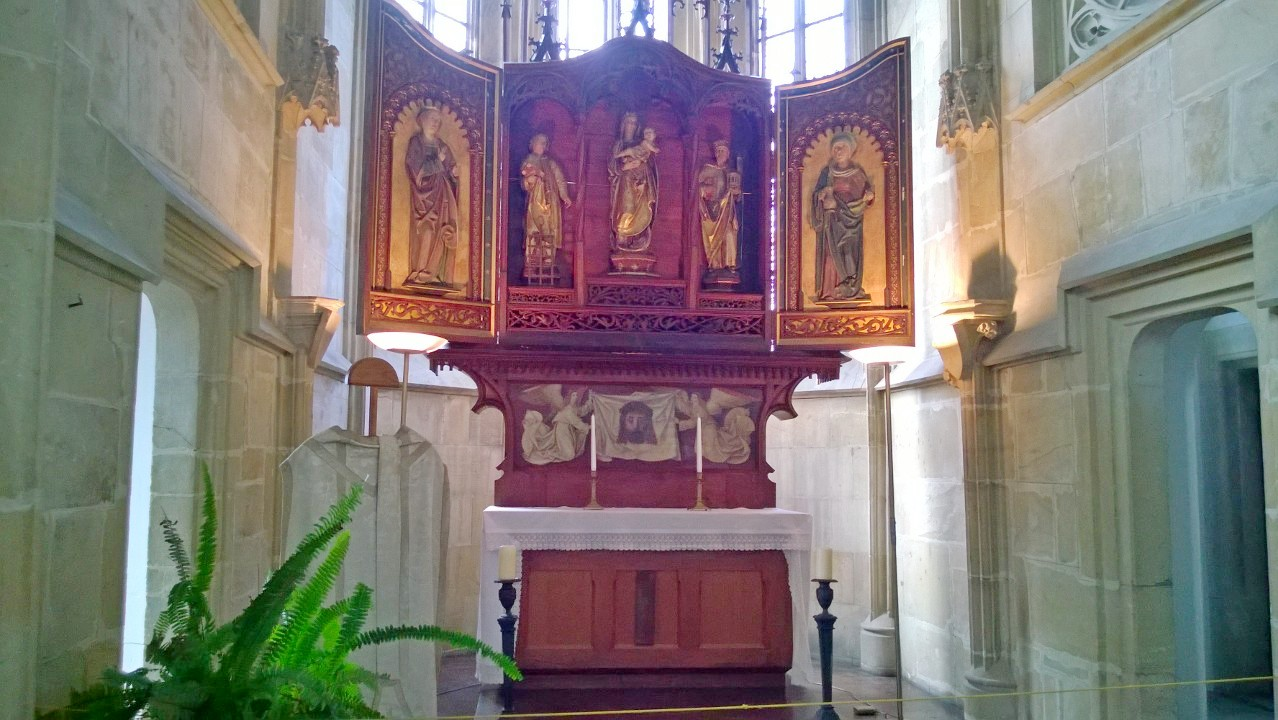
Hlavní oltář
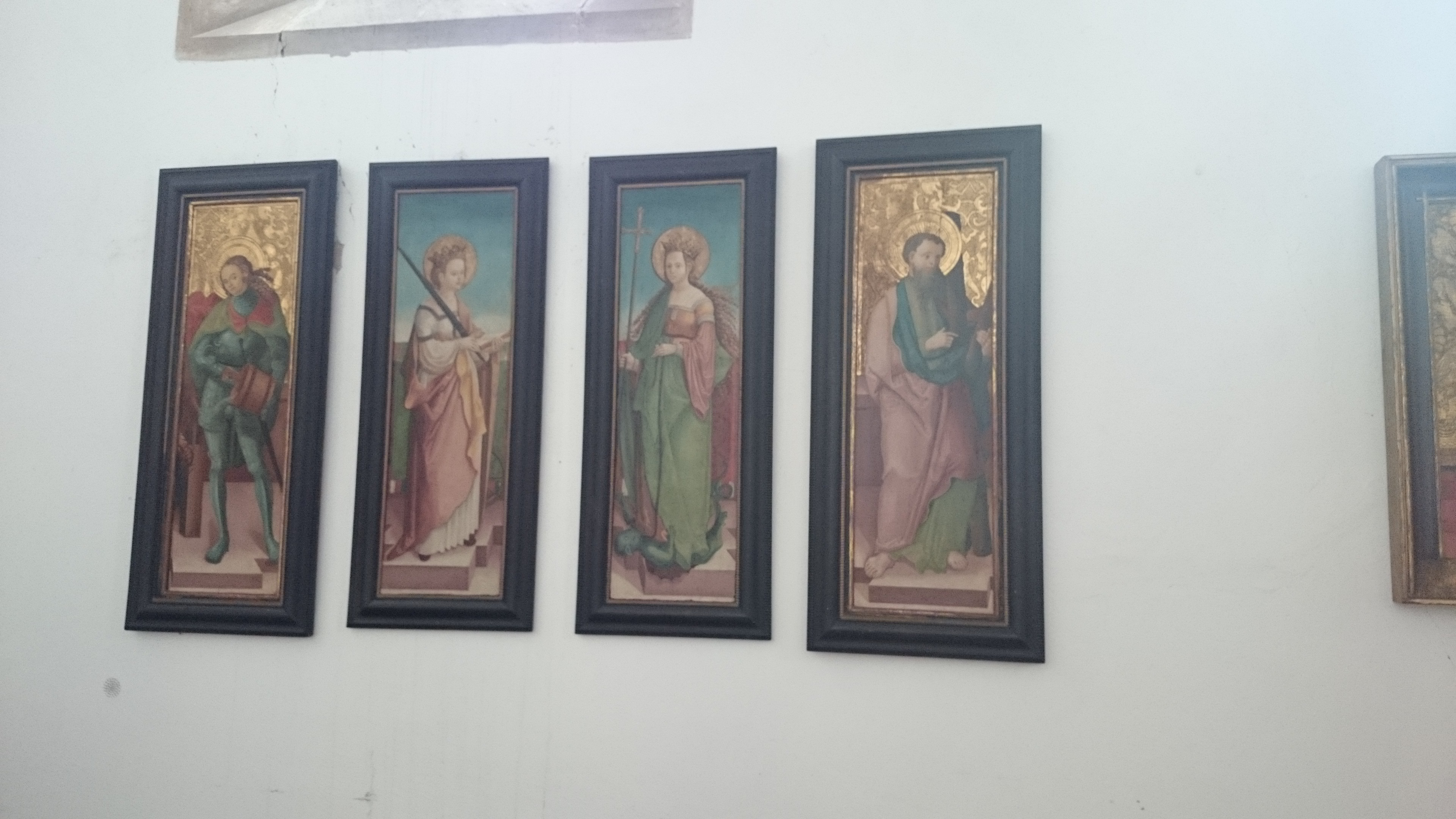
Malby světců, zleva sv. Ondřej, sv. Markéta, sv. Kateřina a sv. Florián
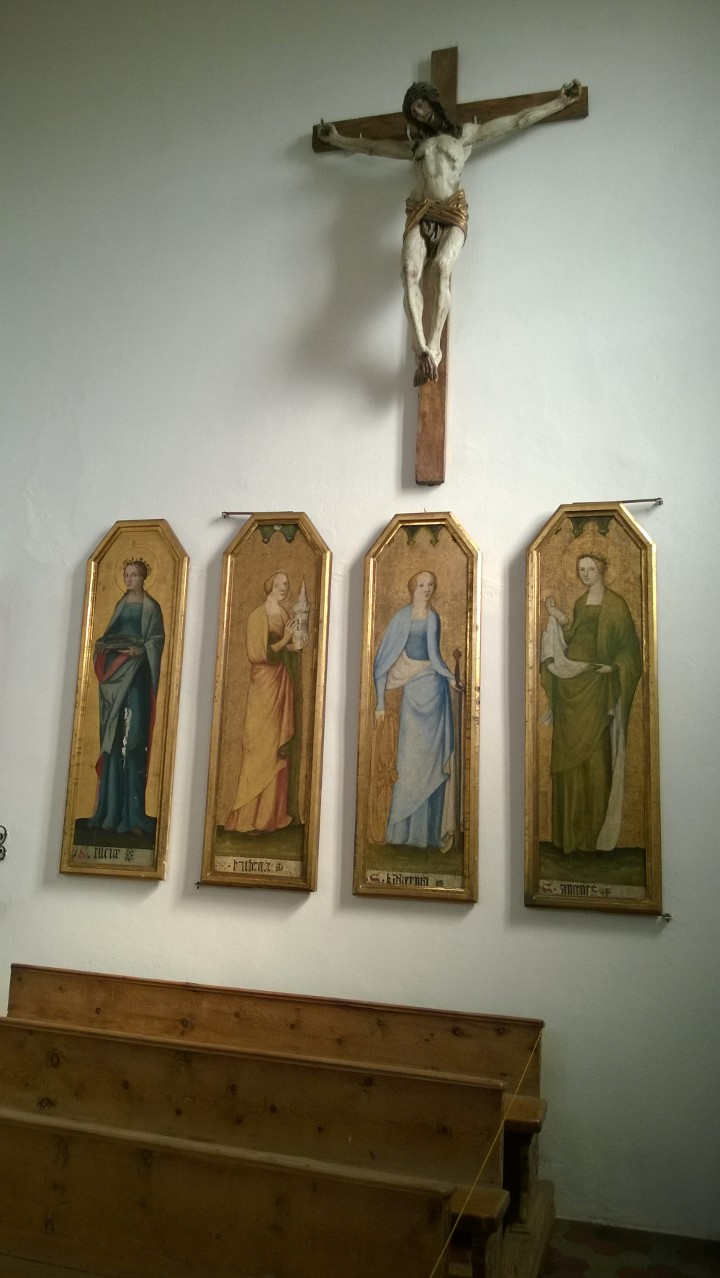
Malby světic a krucifix
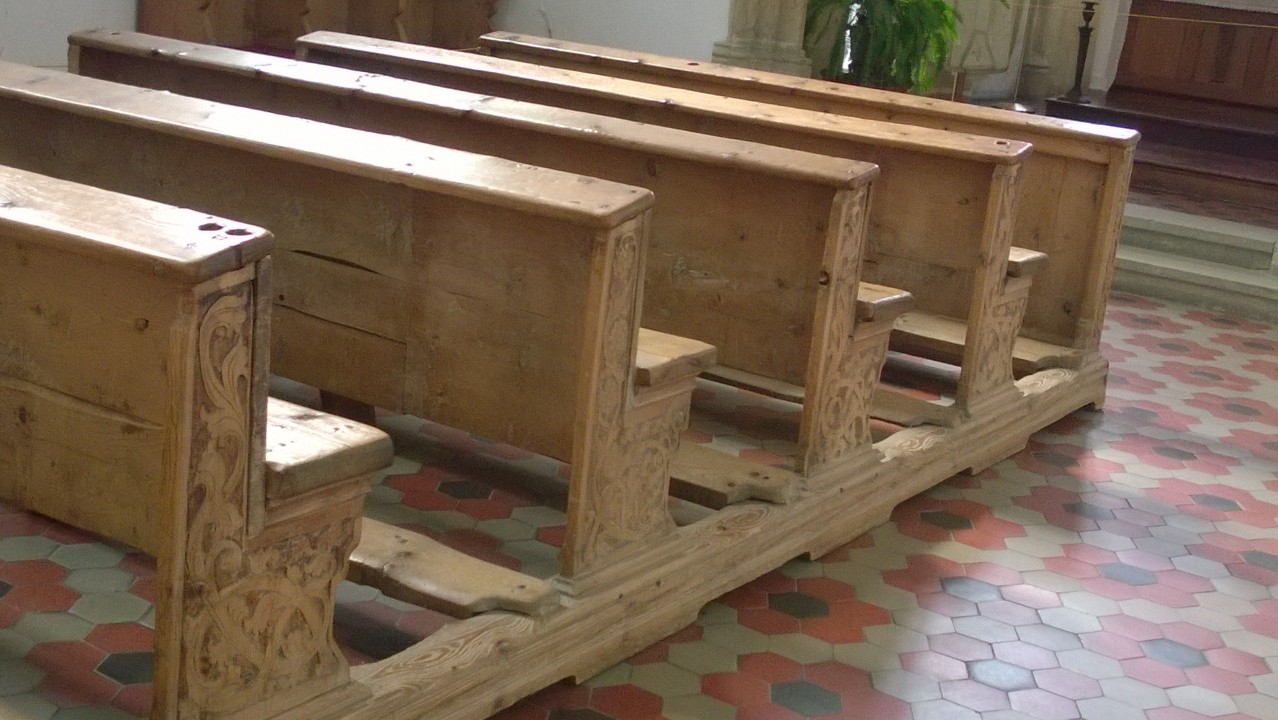
Lavice

#### Deskové obrazy světic z nedochovaného oltáře

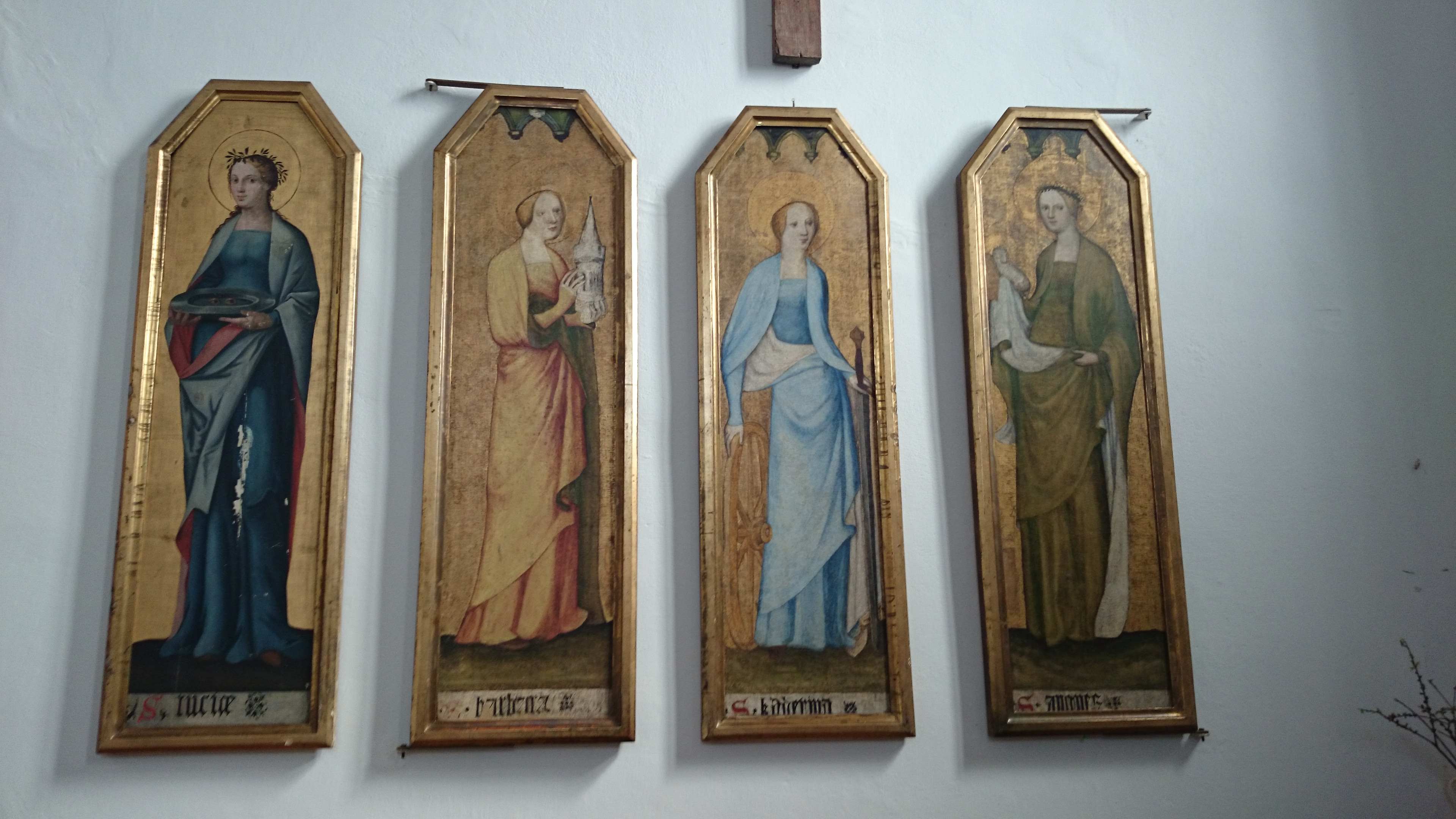
Deskové malby: zleva sv. Lucie, sv. Barbora, sv. Kateřina a sv. Anežka římská

V hradní kapli, se jako pozůstatek po Lichtenštejnském rodu nachází rozsáhlá sbírka artefaktů, jež se konstruovala do dnešního objemu několik řad let a u mnohých části lze jednoznačně určit přesné datum, kdy se staly její součástí. Nelze tak však rozhodnout v případě deskových obrazů, které tvořily otočná křídla demontovaného retabula sousedního klášterního kostela augustiniánů, (že se jednalo o pohyblivá křídla jediného retabula, dokazují i zbytky po úchytech pantů na jednotlivých obrazech). Právě na těchto obrazech chybí tzv. aukční inventární štítek, kterým se cesta původu určuje. Z tohoto důvodu lze hypoteticky usoudit, že obrazy pochází z místa dnešního uložení, tedy z místa hradní kaple. Celkem se jedná o čtveřici deskových obrazů s postavami světic: sv. Lucie, sv. Barbory, sv. Kateřiny, sv. Anežky Římské. Desky jsou malovány oboustranně, na reversu desky se sv. Barborou je zkrácený verš, se sv. Anežkou se na druhé straně dochoval neznatelný fragment. Z dobové praxe vyplývá, že čtveřice světic zastupuje skupinu tzv. kapitálních Panen, které obklopovaly Pannu Marii ve středu otevřené archy. Pořadí světic napovídají jednak pozůstatky pantů, tak natočení Panen. Celý soubor nebyl nalezen pohromadě, proto restaurováním Bohuslavem Slánským prošla pouze trojice desek. Obraz se sv. Lucií dodnes restaurován nebyl.

## Zajímavost

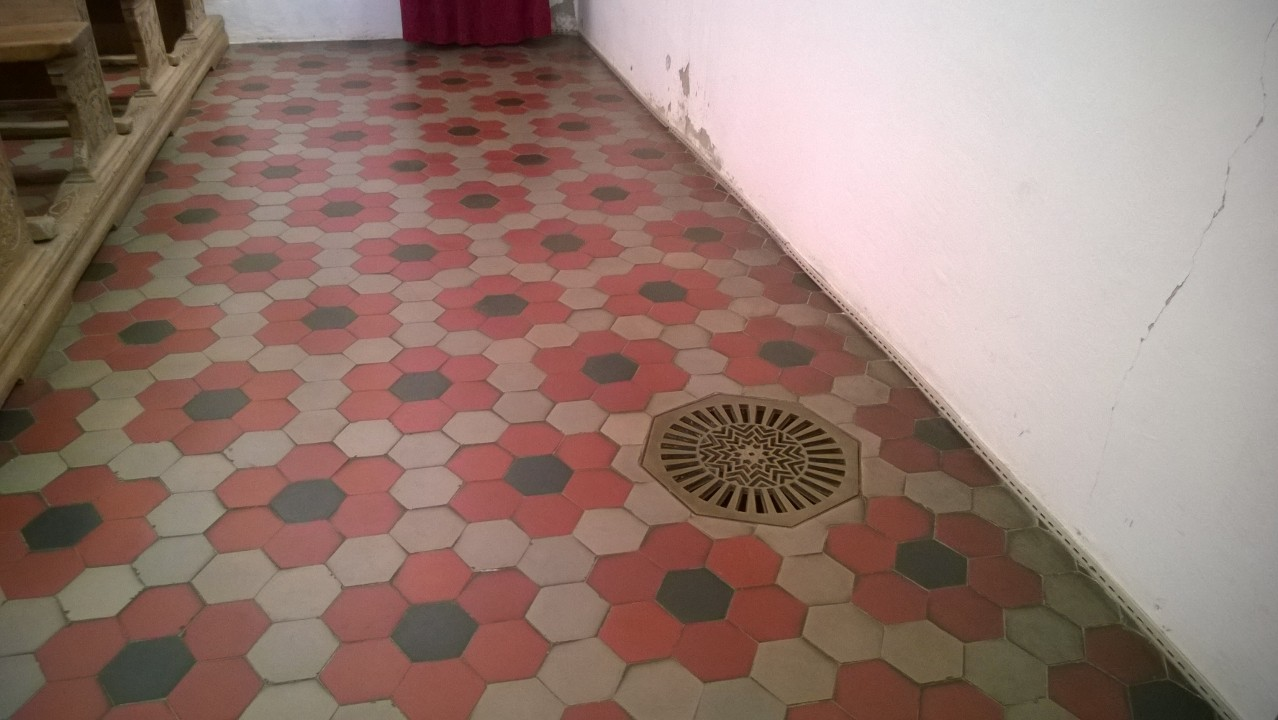
Vyústění horkovzdušného topení

Majitelé hradu měli pro bohoslužby i pro soukromé účely přístup do kaple přímo z ložnice na oratoř. Největší zajímavostí, kterou nalezneme na podlaze kaple, je vyústěné horkovzdušné vytápění, jež je dokladem lichtenštejnské modernizace z přelomu 19. a 20. století.